# Hans-Hilger Haunschild

Hans-Hilger Haunschild (1985)

Hans-Hilger Haunschild (* 25. Januar 1928 in Berlin; † 30. August 2012 in Bonn-Bad Godesberg) war ein deutscher Verwaltungsjurist.

## Leben
Nach dem Abitur an einem humanistischen Gymnasium in Breslau studierte Haunschild zwischen 1948 und 1953 Rechtswissenschaften an der Universität Berlin. Nachdem er von 1953 bis 1955 in der Berliner Justiz und von 1955 bis 1957 im Bundesministerium für wirtschaftliche Zusammenarbeit tätig gewesen war, trat er 1957 in das Bundesministerium für Atomfragen ein. Dort arbeitete er als Referent in der Unterabteilung für internationale Zusammenarbeit und war auch für den Beratenden Ausschuss für Kernforschung der Euratom zuständig. Im Jahre 1962 wurde Haunschild Direktor für Programme bei der Euratom.
Ab 1971 war er Staatssekretär im Bundesministerium für Bildung und Wissenschaft. Nach der Bundestagswahl 1972 wurde er beamteter Staatssekretär im Bundesministerium für Forschung und Technologie. 1981 kandidierte Hauschild für den Posten des Direktors bei der IAEA, verlor aber gegen den philippinischen Diplomaten Domingo Siazon. 1987 wurde er vom damaligen Bundesminister Heinz Riesenhuber entlassen.

## Ehrungen
- 1978: Großes Verdienstkreuz der Bundesrepublik Deutschland[4]
- 1978: Großes Silbernes Ehrenzeichen am Bande für Verdienste um die Republik Österreich[5]
- 1983: Großes Verdienstkreuz mit Stern und Schulterband der Bundesrepublik Deutschland

## Schriften
- Forschung in der Bundesrepublik Deutschland. Kohlhammer, Stuttgart, Berlin, Köln, Mainz, 1978, ISBN 3-17-004551-2.